# Megalonotus praetextatus

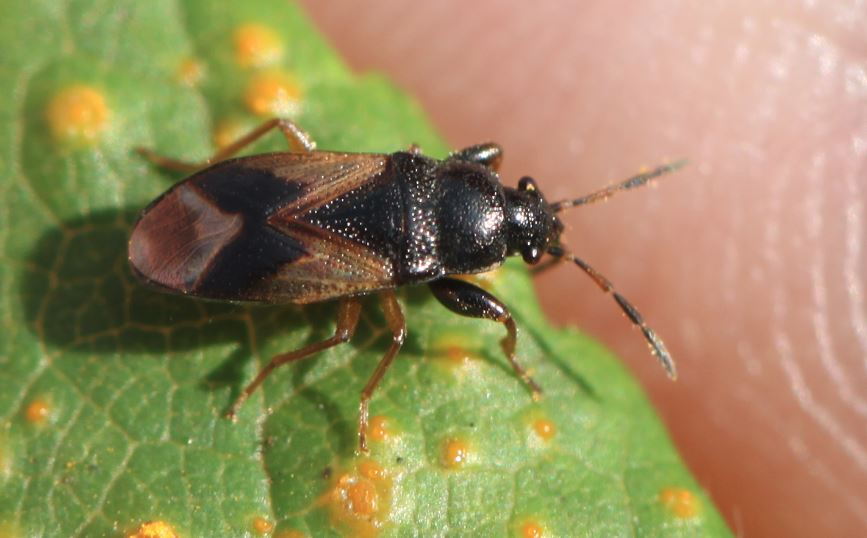

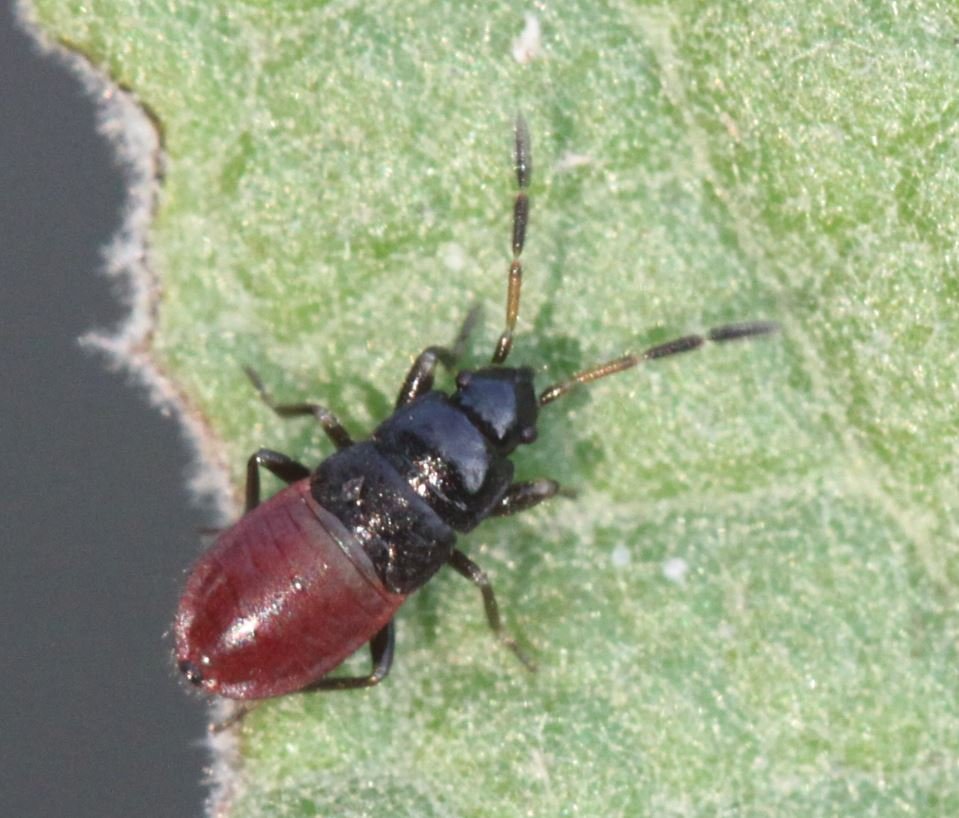
Nymphe

Megalonotus praetextatus ist eine Wanze aus der Familie der Rhyparochromidae.

## Merkmale
Die Wanzen werden 3,9 bis 5,1 Millimeter lang. Sie haben wie alle Vertreter der Gattung ein dunkel gefärbtes und besonders hinten grob punktiertes Pronotum. Das Scutellum (Schildchen) ist ebenfalls schwarz. Am Übergang zur Membran verläuft über das Corium und den Cuneus ein breites schwarzes Band. Die Membran besitzt einen dunkelbraun-schwarzen Bereich. Die vorderen Femora (Schenkel) sind verdickt und tragen einen langen und mehrere kleine Zähnchen. Man kann Megalonotus praetextatus dadurch bestimmen, dass ihr Pronotum glatt und unbehaart ist und oberseits glänzt. Die Beine sind bräunlich gelb, nur die vorderen Schenkel (Femora) sind dunkel gefärbt. Das apikale Ende des ersten und zweiten Fühlergliedes ist gelbbraun gefärbt, während das dritte und vierte Fühlerglied vollständig schwarz ist.

## Verbreitung und Lebensraum
Die Art ist von Nordafrika über den Mittelmeerraum bis in den Süden Skandinaviens und der Britischen Inseln verbreitet. Im Osten reicht das Verbreitungsgebiet von Südosteuropa und Kleinasien über den Kaukasus bis in die Kaspische Region. In Deutschland ist die Art weit verbreitet und meist häufig, nur im norddeutschen Tiefland kommt sie nur lokal vor. In Österreich ist sie seltener und bisher nur aus dem Osten und aus Osttirol nachgewiesen. In Großbritannien kommt sie selten und nur lokal vor, vor allem an den Küsten im Süden. Besiedelt werden trockene, sonnige Lebensräume mit sandigen und kalkigen Böden wie Magerrasen, Ruderal- und Brachflächen.

## Lebensweise
Die Tiere sind offenbar in gewisser Weise an Pflanzenarten der Storchschnabelgewächse (Geraniaceae) wie etwa Reiherschnäbel (Erodium) und Storchschnäbel (Geranium) gebunden, wobei aber auch an den Samen anderer Pflanzen gesaugt wird.

## Belege